# Vulcanalia
Vulcanalia (Volcanalia) – rzymskie święto ku czci boga Wulkana (Vulcan, Volcan), obchodzone 23 sierpnia.
Podczas święta wrzucano do ognia ryby.